# Osted
Osted är en ort på Själland i Danmark.   Den ligger i Lejre kommun och Region Själland, i den östra delen av landet, 40 km väster om Köpenhamn. Osted ligger 42 meter över havet och antalet invånare är 2 156.  Närmaste större samhälle är Roskilde, 12 km nordost om Osted. Trakten runt Osted består till största delen av jordbruksmark.